# Storm Engine
Storm Engine (рос. «Шторм») — ігровий рушій, що розробляють компанії Акелла і Seaward.ru для серії ігор Корсари. Перша гра на цьому рушію — Корсари: Прокляття дальніх морів

## Історія рушія
Еволюція рушія тривала протягом 7 років (2000—2007 рр.) :
- Версія рушія 1.0 (Січень 2000 року) — Гра: Корсари: Прокляття дальніх морів
- Версія рушія 2.0 (Червень 2003 року) — Ігри: Корсари II: Пірати Карибського моря і Корсари II: Повернення Морської Легенди
- Версія рушія 2.5 (Грудень 2005 року): Інтеграція процедурного моря та промальовування трави на нових шейдерах. Додано інструментарій для створення партиклових ефектів. Доданий новий небосхил з процедурними зірками, які можуть мерехтіти та серед яких (при наявності гарної підзорної труби у персонажа) можна навіть розшукати і розглянути деякі планети сонячної системи. Доданий ефект морського прибою та піни біля берегів островів і портів. Також проведені численні оптимізації програмного коду. (Гра: Корсари III)
- Версія рушія 2.6 (Лютий 2007 року): Динамічний рух часу доби, система руху небесних світил. Додана можливість покривати острова спрайтовими джунглями. (Гра: Корсари: Повернення легенди)
- Версія рушія 2.7 (Вересень 2007 року): Додана можливість зробити видимими нанесені ушкодження персонажам, шляхом показу розбризкування крові (у тому числі і на поверхні). Змінена техніка змішування текстур з тінями. Додана можливість динамічного освітлення локацій, підключені бризки від дощу на поверхнях. Додана можливість включати відбиття міст й узбережжя у морі. Також зроблена оптимізація. (Гра: Корсари: Скриня Мерця)
- Версія рушія 2.8 (Листопад 2007 року): Присутній інструментарій для геймдизайнерів та тестерів, в якому присутні основні команди редагування поточних характеристик персонажа й локацій винесені на особливу панель з кнопками. Додана можливість спостерігати за погодніми ефектами зсередини будівель, додані ефекти дії бризок дощу на море. Перероблені ефекти крові, диму, переписані всі погоди і налаштування освітлення. Море було допрацьовано для можливості показу його поверхні не тільки зверху, але і знизу. Доданий новий клас локацій для підводних пригод. З можливістю підключення ефекту рефракції води, анімованого освітлення каустиками, плаваючого планктону і процедурних об'ємних променів світла. Анімація персонажів тепер враховує край обмеження пересування, щоб запобігати проникненню у стіни при випадах і ударах. Зміни системи ігрового інтелекту стали гідні того, щоб їх використовувати навіть при розробці наступних ігор морської тематики. Список виправлень помилок і оптимізації коду досяг дуже значних розмірів. (Гри: Корсари: Місто Втрачених Кораблів і Корсари: Кожному своє)

## Факти
- Подальша еволюція рушіїв серії Storm 2.* ні силами Seaward.ru, ні силами Акелла не планується. Рушій серії Storm 3.* розробляється однієї зі студій Акелли (в даний час 1C викупила права на розробку[2]) для проекту «Пригоди капітана Блада».
- На рушію Storm 2.* також створена відеогра Пірати Онлайн, розробником якої є китайська компанія Snail Game. Виходячи з цього, можна припустити, що рушій поширюється за комерційною ліцензією, а не за пропрієтарною, як побутує думка. За деякими даними ціна рушія становить близько $100.000.